# Scelotes mirus
Scelotes mirus là một loài thằn lằn trong họ Scincidae. Loài này được Roux mô tả khoa học đầu tiên năm 1907.